# Černigoj
Černigoj je priimek v Sloveniji, ki ga je po podatkih Statističnega urada Republike Slovenije na dan 1. januarja 2010 uporabljalo 468 oseb in je med vsemi priimki po pogostosti uporabe uvrščen na 679. mesto, na dan 1. januarja 2011 pa 469 oseb ter je med vsemi priimki po pogostosti uporabe uvrščen na 674. mesto. Pojavlja se predvsem v Goriški regiji. Je poganskega izvora in označuje nekoga, ki je temne polti.

## Znani nosilci priimka
- Aldo Černigoj (*1935), sociolog, šolnik, publicist, urednik, pisatelj
- Andrej Černigoj (*1949), arhitekt
- Andrej Černigoj (*1983), poslanec Državnega zbora, podžupan Občine Ilirska Bistrica, asistent evropskega poslanca in sin vinarja
- Avgust Černigoj (1898—1985), slikar, grafik, avantgardni umetnik (konstruktivist)
- Boris Černigoj (1915—2006), strojni inženir, univ. prof.
- Evgen Adolf Černigoj (1908—1995), elektronik, direktor IEVT
- Franc Černigoj (*1948), pesnik, zbiralec ljudskega izročila
- Jaroslav Černigoj (1905—1989), arhitekt
- Matej Černigoj (*1972), socialni psiholog
- Mica Černigoj (1914—2000), aktivistka OF, direktorica Zavoda za spomeniško varstvo
- Milan Černigoj (1912—1978), arhitekt
- Mirko Černigoj (1912—1978), pevec in zborovodja
- Mojca Černigoj Švigelj, arhitektka
- Nejc Černigoj, arhitekt
- Nevenka Černigoj Sadar (1946—2022), psihologinja, sociologinja, univ. prof.
- Pavla Černigoj (1889- ?), prosvetna delavka
- Polde Černigoj (*1922), operni pevec
- Teo(dor) Černigoj (*1936), strokovnjak za planiranje, gospodarska in kadrovska vprašanja
- Urh Černigoj, bio?kemik
- Venčeslav Černigoj (*1931), duhovnik

## Znani tuji nosilci priimka
- Claudia Cernigoi (poitalijančen priimek) (*1959), italijanska-zamejska zgodovinarka in novinarka
- Klavdij (Claudio) Cernigoi (pravi priimek Uršič) (1929—1998), tržaški slikar